# Hydnorobius hydnorae
Hydnorobius hydnorae is een keversoort uit de familie Belidae. De wetenschappelijke naam van de soort is voor het eerst geldig gepubliceerd in 1868 door Pascoe.